# Dix-neuvième district congressionnel de l'État de New York
Le 19e district congressionnel de New York est situé dans les régions de Catskills, Hudson Valley, Southern Tier et Finger Lakes. Il se situe en partie dans la région la plus septentrionale de la zone métropolitaine de New York et au sud d'Albany. Cette circonscription est actuellement représentée par le Républicain Marc Molinaro. C’était l’une des 18 circonscriptions qui auraient voté pour Joe Biden à l’élection présidentielle de 2020 si elles avaient existé dans leur configuration actuelle tout en ayant été remportées ou détenues par un républicain en 2022.
Divers districts de New York ont été numérotés « 19 » au fil des ans, notamment des zones de la ville de New York et diverses parties du nord de l'État de New York. Le 19e district était un district basé à Manhattan jusqu'en 1980. Il s'agissait alors du siège du Bronx-Westchester qui porte désormais le numéro 17e district. L'actuel 19e district était le 21e district avant les années 1990, et avant cela, le 25e district.
Le redécoupage de 2020 a vu le district s'étendre pour inclure l'intégralité des comtés de Broome, Tioga, Tompkins, Chenango, Delaware, Greene, Sullivan et Columbia, tout en incluant partiellement les comtés d'Ulster et d'Otsego.
Avant le redécoupage du milieu de la décennie, le district était l'un des sept avec un indice CPVI de OUVERT, ce qui signifie que, dans l'ensemble, les pourcentages de personnes qui votent pour les candidats démocrates par rapport aux candidats républicains dans le district sont similaires aux pourcentages des États-Unis. dans son ensemble.

## Historique de vote
Résultats sous les frontières actuelles (depuis 2023)
| Année | Poste     | Résultats             |
| ----- | --------- | --------------------- |
| 2016  | Président | Trump 47,5 % - 45,8 % |
| 2020  | Président | Biden 51,2 % - 46,6 % |

## Liste des Représentants du district
| Membre                          | Parti                          | Années                              | Congrès        | Histoire électorale | Zone géographique |
| ------------------------------- | ------------------------------ | ----------------------------------- | -------------- | --- | ----------------- |
| District établit le 4 mars 1813 |                                |                                     |                | |                   |
| James Geddes (en)               | Fédéraliste                    | 4 mars 1813 - 3 mars 1815           | 13e            | Élu en 1812. Perd sa réélection. |                   |
| Victor Birdseye (en)            | Républicain-Démocrate          | 4 mars 1815 - 3 mars 1817           | 14e            | Élu en 1814. |                   |
| James Porter (en)               | Républicain-Démocrate          | 4 mars 1817 - 3 mars 1819           | 15e            | Élu en 1816. |                   |
| George Hall (en)                | Républicain-Démocrate          | 4 mars 1819 - 3 mars 1821           | 16e            | Élu en 1818. Perd sa réélection. |                   |
| Vacant                          | Vacant                         | 4 mars 1821 - 3 décembre 1821       | 17e            | Les élections ont eu lieu en avril 1821. Il n'est pas clair quand les résultats ont été annoncés. |                   |
| Elisha Litchfield (en)          | Républicain-Démocrate          | 3 décembre 1821 - 3 mars 1823       | 17e            | Élu en 1821. Redécoupage vers le 23e district. |                   |
| John Richards (en)              | Crawford Républicain-Démocrate | 4 mars 1823 - 3 mars 1825           | 18e            | Élu en 1822. |                   |
| Henry H. Ross (en)              | Anti-Jacksonien                | 4 mars 1825 - 3 mars 1827           | 19e            | Élu en 1824. |                   |
| Richard Keese (en)              | Jacksonien (en)                | 4 mars 1827 - 3 mars 1829           | 20e            | Élu en 1826. |                   |
| Isaac Finch (en)                | Anti-Jacksonien                | 4 mars 1829 - 3 mars 1831           | 21e            | Élu en 1828. |                   |
| William Hogan (en)              | Jacksonien (en)                | 4 mars 1831 - 3 mars 1833           | 22e            | Élu en 1830. |                   |
| Sherman Page (en)               | Jacksonien (en)                | 4 mars 1833 - 3 mars 1837           | 23e , 24e      | Élu en 1832. Réélu en 1834. |                   |
| John H. Prentiss (en)           | Démocrate                      | 4 mars 1837 - 3 mars 1841           | 25e , 26e      | Élu en 1836. Réélu en 1838. |                   |
| Samuel S. Bowne (en)            | Démocrate                      | 4 mars 1841 - 3 mars 1843           | 27e            | Élu en 1840. |                   |
| Orville Hungerford (en)         | Démocrate                      | 4 mars 1843 - 3 mars 1847           | 28e , 29e      | Élu en 1842. Réélu en 1844. |                   |
| Joseph Mullin (en)              | Whig                           | 4 mars 1847 - 3 mars 1849           | 30e            | Élu en 1846. |                   |
| Charles E. Clarke (en)          | Whig                           | 4 mars 1849 - 3 mars 1851           | 31e            | Élu en 1848. |                   |
| Willard Ives (en)               | Démocrate                      | 4 mars 1851 - 3 mars 1853           | 32e            | Élu en 1850. |                   |
| George W. Chase (en)            | Whig                           | 4 mars 1853 - 3 mars 1855           | 33e            | Élu en 1852. |                   |
| Jonas A. Hughston (en)          | Opposition Party (en)          | 4 mars 1855 - 3 mars 1857           | 34e            | Élu en 1854. |                   |
| Oliver A. Morse (en)            | Républicain                    | 4 mars 1857 - 3 mars 1859           | 35e            | Élu en 1856. |                   |
| James H. Graham (en)            | Républicain                    | 4 mars 1859 - 3 mars 1861           | 36e            | Élu en 1858. |                   |
| Richard Franchot (en)           | Républicain                    | 4 mars 1861 - 3 mars 1863           | 37e            | Élu en 1860. |                   |
| Samuel F. Miller (en)           | Républicain                    | 4 mars 1863 - 3 mars 1865           | 38e            | Élu en 1862. |                   |
| Demas Hubbard Jr. (en)          | Républicain                    | 4 mars 1865 - 3 mars 1867           | 39e            | Élu en 1864. |                   |
| William C. Fields (en)          | Républicain                    | 4 mars 1867 - 3 mars 1869           | 40e            | Élu en 1866. |                   |
| Charles Knapp (en)              | Républicain                    | 4 mars 1869 - 3 mars 1871           | 41e            | Élu en 1868. |                   |
| Elizur H. Prindle (en)          | Républicain                    | 4 mars 1871 - 3 mars 1873           | 42e            | Élu en 1870. |                   |
| Henry H. Hathorn (en)           | Républicain                    | 4 mars 1873 - 3 mars 1875           | 43e            | Élu en 1872. Redécoupage vers le 20e district. |                   |
| William A. Wheeler              | Républicain                    | 4 mars 1875 - 3 mars 1877           | 44e            | Redécoupage depuis le 18e district et réélu en 1874. |                   |
| Amaziah B. James (en)           | Républicain                    | 4 mars 1877 - 3 mars 1881           | 45e , 46e      | Élu en 1876. Réélu en 1878. |                   |
| Abraham X. Parker (en)          | Républicain                    | 4 mars 1881 - 3 mars 1885           | 47e , 48e      | Élu en 1880. Réélu en 1882. Redécoupage vers le 22e district. |                   |
| John Swinburne (en)             | Républicain                    | 4 mars 1885 - 3 mars 1887           | 49e            | Élu en 1884. |                   |
| Nicholas T. Kane (en)           | Démocrate                      | 4 mars 1887 - 14 septembre 1887     | 50e            | Élu en 1886. Décès. |                   |
| Vacant                          | Vacant                         | 14 septembre 1887 - 8 novembre 1887 | 50e            | |                   |
| Charles Tracey (en)             | Démocrate                      | 8 novembre 1887 - 3 mars 1893       | 50e - 52e      | Élu pour terminer le mandat de Kane. Réélu en 1888. Réélu en 1890. Redécoupage vers le 20e district. |                   |
| Charles D. Haines (en)          | Démocrate                      | 4 mars 1893 - 3 mars 1895           | 53e            | Élu en 1892. |                   |
| Frank S. Black (en)             | Républicain                    | 4 mars 1895 - 7 janvier 1897        | 54e            | Élu en 1894. Démissionne après avoir été élu Gouverneur de New York. |                   |
| Vacant                          | Vacant                         | 7 janvier 1897 - 3 mars 1897        | 54e            | |                   |
| Aaron Van Schaick Cochrane (en) | Républicain                    | 4 mars 1897 - 3 mars 1901           | 55e , 56e      | Élu en 1896. Réélu en 1898. |                   |
| William H. Draper (en)          | Républicain                    | 4 mars 1901 - 3 mars 1903           | 57e            | Élu en 1900. Redécoupage vers le 22e district. |                   |
| Norton P. Otis (en)             | Républicain                    | 4 mars 1903 - 20 février 1905       | 58e            | Élu en 1902. Décès. |                   |
| Vacant                          | Vacant                         | 20 février 1905 - 3 mars 1905       | 58e            | |                   |
| John E. Andrus (en)             | Républicain                    | 4 mars 1905 - 3 mars 1913           | 59e - 62e      | Élu en 1904. Réélu en 1906. Réélu en 1908. Réélu en 1910. |                   |
| Walter M. Chandler (en)         | Progressiste                   | 4 mars 1913 - 3 mars 1917           | 63e - 65e      | Élu en 1912. Réélu en 1914. Réélu en 1916. |                   |
| Walter M. Chandler (en)         | Républicain                    | 4 mars 1917 - 3 mars 1919           | 63e - 65e      | Élu en 1912. Réélu en 1914. Réélu en 1916. |                   |
| Joseph Rowan (en)               | Démocrate                      | 4 mars 1919 - 3 mars 1921           | 66e            | Élu en 1918. |                   |
| Walter M. Chandler (en)         | Républicain                    | 4 mars 1921 - 3 mars 1923           | 67e            | Élu en 1920. Perd sa réélection. |                   |
| Sol Bloom (en)                  | Démocrate                      | 4 mars 1923 - 3 janvier 1945        | 68e - 78e      | Élu pour terminer le mandat du défunt Samuel Marx. Réélu en 1924. Réélu en 1926. Réélu en 1928. Réélu en 1930. Réélu en 1932. Réélu en 1934. Réélu en 1936. Réélu en 1938. Réélu en 1940. Réélu en 1942. Redécoupage vers le 20e district. |                   |
| Samuel Dickstein                | Démocrate                      | 3 janvier 1945 - 30 décembre 1945   | 79e            | Redécoupage depuis le 12e district et réélu en 1944. Démissionne pour devenir Juge Assesseur de la Cour Suprême de New York. |                   |
| Vacant                          | Vacant                         | 31 décembre 1945 - 18 février 1946  | 79e            | |                   |
| Arthur G. Klein (en)            | Démocrate                      | 19 février 1946 - 31 décembre 1956  | 79e - 84e      | Élu pour terminer le mandat de Dickstein. Réélu en 1946. Réélu en 1948. Réélu en 1950. Réélu en 1952. Réélu en 1954. Démissionne pour devenir Juge Assesseur de la Cour Suprême de New York.                                               |                   |
| Vacant                          | Vacant                         | 1er janvier 1957 - 2 janvier 1957   | 84e            | |                   |
| Leonard Farbstein (en)          | Démocrate                      | 3 janvier 1957 - 3 janvier 1971     | 85e - 91e      | Élu en 1956. Réélu en 1958. Réélu en 1960. Réélu en 1962. Réélu en 1964. Réélu en 1966. Réélu en 1968. Perd sa renomination. |                   |
| Bella Abzug                     | Démocrate                      | 3 janvier 1971 - 3 janvier 1973     | 92e            | Élue en 1970. Redécoupage vers le 20e district. |                   |
| Charles Rangel                  | Démocrate                      | 3 janvier 1973 - 3 janvier 1983     | 92e - 97e      | Redécoupage depuis le 18e district et réélu en 1972. Réélu en 1974. Réélu en 1976. Réélu en 1978. Réélu en 1980. Redécoupage vers le 16e                                                                                                   |                   |
| Mario Biaggi                    | Démocrate                      | 3 janvier 1983 - 5 août 1988        | 98e - 100e     | Redécoupage depuis le 10e district et réélu en 1982. Réélu en 1984. Réélu en 1986. Démissionne. |                   |
| Vacant                          | Vacant                         | 6 août 1988 - 2 janvier 1993        | 100e           | |                   |
| Eliot Engel                     | Démocrate                      | 3 janvier 1983 - 3 janvier 1993     | 101e , 102e    | Élu en 1988. Réélu en 1990. Redécoupage vers le 17e district. |                   |
| Hamilton Fish IV (en)           | Républicain                    | 3 janvier 1993 - 3 janvier 1995     | 103e           | Redécoupage depuis le 21e district et réélu en 1992. Retrait. |                   |
| Sue W. Kelly (en)               | Républicain                    | 3 janvier 1995 - 3 janvier 2007     | 104e - 109e    | Élue en 1994. Réélue en 1996. Réélue en 1998. Réélue en 2000. Réélue en 2002. Réélue en 2004. Perd sa réélection. |                   |
| Sue W. Kelly (en)               | Républicain                    | 3 janvier 1995 - 3 janvier 2007     | 104e - 109e    | Élue en 1994. Réélue en 1996. Réélue en 1998. Réélue en 2000. Réélue en 2002. Réélue en 2004. Perd sa réélection. | 2003–2013         |
| John Hall (en)                  | Démocrate                      | 3 janvier 2007 - 3 janvier 2011     | 110e , 111e    | Élu en 2006. Réélu en 2008. Perd sa réélection. |                   |
| Nan Hayworth (en)               | Républicain                    | 3 janvier 2011 - 3 janvier 2013     | 112e           | Élue en 2010. Redécoupage vers le 18e district et réélu en 2012. Réélu en 2014. Retrait. |                   |
| Chris Gibson                    | Républicain                    | 3 janvier 2013 - 3 janvier 2017     | 113e , 114e    | Redécoupage depuis le 20e district et réélu en 2012. Réélu en 2014. Retrait. | 2013–2023         |
| John Faso                       | Républicain                    | 3 janvier 2017 - 3 janvier 2019     | 115e           | Élu en 2016. Perd sa réélection. | 2013–2023         |
| Antonio Delgado                 | Démocrate                      | 3 janvier 2019 - 25 mai 2022        | 116e , 117e    | Élu en 2018. Réélu en 2020. Démissionne pour devenir Lieutenant Gouverneur de New York. | 2013–2023         |
| Vacant                          | Vacant                         | 25 mai 2022 - 13 septembre 2022     | 117e           | | 2013–2023         |
| Pat Ryan                        | Démocrate                      | 13 septembre 2022 - 3 janvier 2023  | 117e           | Élu pour terminer le mandat de Delgado. Redécoupage vers le 18e district. | 2013–2023         |
| Marc Molinaro                   | Républicain                    | 3 janvier 2023 - Présent            | 118e - Présent | Élu en 2022. | 2023–2025         |

## Résultats des précédents élections
Voici le résultat des dix précédents cycles électoraux dans le district.

### 2004
| Élection de 2004 du 19e district congressionnel de New York | Élection de 2004 du 19e district congressionnel de New York | Élection de 2004 du 19e district congressionnel de New York | Élection de 2004 du 19e district congressionnel de New York | Élection de 2004 du 19e district congressionnel de New York |
| ----------------------------------------------------------- | ----------------------------------------------------------- | ----------------------------------------------------------- | ----------------------------------------------------------- | ----------------------------------------------------------- |
| Parti                                                       | Parti                                                       | Candidat                                                    | Votes                                                       | %                                                           |
|                                                             | Républicain                                                 | Sue W. Kelly (en) (sortante)                                | 175 401                                                     | 66,7                                                        |
|                                                             | Démocrate                                                   | Michael Jaliman                                             | 87 429                                                      | 33,3                                                        |
| Total des votes                                             | Total des votes                                             | Total des votes                                             | 262 830                                                     | 100 %                                                       |
|                                                             | Les Républicains conservent                                 |                                                             |                                                             |                                                             |

### 2006
| Élection de 2006 du 19e district congressionnel de New York | Élection de 2006 du 19e district congressionnel de New York | Élection de 2006 du 19e district congressionnel de New York | Élection de 2006 du 19e district congressionnel de New York | Élection de 2006 du 19e district congressionnel de New York |
| ----------------------------------------------------------- | ----------------------------------------------------------- | ----------------------------------------------------------- | ----------------------------------------------------------- | ----------------------------------------------------------- |
| Parti                                                       | Parti                                                       | Candidat                                                    | Votes                                                       | %                                                           |
|                                                             | Démocrate                                                   | John Hall (en)                                              | 100 119                                                     | 51,2                                                        |
|                                                             | Républicain                                                 | Sue W. Kelly (en) (sortante)                                | 95 359                                                      | 48,8                                                        |
| Total des votes                                             | Total des votes                                             | Total des votes                                             | 195 478                                                     | 100 %                                                       |
|                                                             | Les Démocrates prennent aux Républicains                    |                                                             |                                                             |                                                             |

### 2008
| Élection de 2008 du 19e district congressionnel de New York | Élection de 2008 du 19e district congressionnel de New York | Élection de 2008 du 19e district congressionnel de New York | Élection de 2008 du 19e district congressionnel de New York | Élection de 2008 du 19e district congressionnel de New York |
| ----------------------------------------------------------- | ----------------------------------------------------------- | ----------------------------------------------------------- | ----------------------------------------------------------- | ----------------------------------------------------------- |
| Parti                                                       | Parti                                                       | Candidat                                                    | Votes                                                       | %                                                           |
|                                                             | Démocrate                                                   | John Hall (en) (sortant)                                    | 164 859                                                     | 58,7                                                        |
|                                                             | Républicain                                                 | Kieran Lalor                                                | 116 120                                                     | 41,3                                                        |
| Total des votes                                             | Total des votes                                             | Total des votes                                             | 280 979                                                     | 100 %                                                       |
|                                                             | Les Démocrates conservent                                   |                                                             |                                                             |                                                             |

### 2010
| Élection de 2008 du 19e district congressionnel de New York | Élection de 2008 du 19e district congressionnel de New York | Élection de 2008 du 19e district congressionnel de New York | Élection de 2008 du 19e district congressionnel de New York | Élection de 2008 du 19e district congressionnel de New York |
| ----------------------------------------------------------- | ----------------------------------------------------------- | ----------------------------------------------------------- | ----------------------------------------------------------- | ----------------------------------------------------------- |
| Parti                                                       | Parti                                                       | Candidat                                                    | Votes                                                       | %                                                           |
|                                                             | Républicain                                                 | Nan Hayworth (en)                                           | 109 956                                                     | 52,5                                                        |
|                                                             | Démocrate                                                   | John Hall (en) (sortant)                                    | 98 766                                                      | 47,5                                                        |
| Total des votes                                             | Total des votes                                             | Total des votes                                             | 209 285                                                     | 100 %                                                       |
|                                                             | Les Républicains prennent aux Démocrates                    |                                                             |                                                             |                                                             |

### 2012
| Élection de 2012 du 19e district congressionnel de New York | Élection de 2012 du 19e district congressionnel de New York | Élection de 2012 du 19e district congressionnel de New York | Élection de 2012 du 19e district congressionnel de New York | Élection de 2012 du 19e district congressionnel de New York |
| ----------------------------------------------------------- | ----------------------------------------------------------- | ----------------------------------------------------------- | ----------------------------------------------------------- | ----------------------------------------------------------- |
| Parti                                                       | Parti                                                       | Candidat                                                    | Votes                                                       | %                                                           |
|                                                             | Républicain                                                 | Chris Gibon                                                 | 149 763                                                     | 52,9                                                        |
|                                                             | Démocrate                                                   | Julian Schreibman                                           | 133 567                                                     | 47,1                                                        |
| Total des votes                                             | Total des votes                                             | Total des votes                                             | 283 303                                                     | 100 %                                                       |
|                                                             | Les Républicains conservent                                 |                                                             |                                                             |                                                             |

### 2014
| Élection de 2014 du 19e district congressionnel de New York | Élection de 2014 du 19e district congressionnel de New York | Élection de 2014 du 19e district congressionnel de New York | Élection de 2014 du 19e district congressionnel de New York | Élection de 2014 du 19e district congressionnel de New York |
| ----------------------------------------------------------- | ----------------------------------------------------------- | ----------------------------------------------------------- | ----------------------------------------------------------- | ----------------------------------------------------------- |
| Parti                                                       | Parti                                                       | Candidat                                                    | Votes                                                       | %                                                           |
|                                                             | Républicain                                                 | Chris Gibon (sortant)                                       | 131 594                                                     | 62,6                                                        |
|                                                             | Démocrate                                                   | Sean Eldridge                                               | 72 470                                                      | 34,5                                                        |
| Total des votes                                             | Total des votes                                             | Total des votes                                             | 210 351                                                     | 100 %                                                       |
|                                                             | Les Républicains conservent                                 |                                                             |                                                             |                                                             |

### 2016
| Élection de 2016 du 19e district congressionnel de New York | Élection de 2016 du 19e district congressionnel de New York | Élection de 2016 du 19e district congressionnel de New York | Élection de 2016 du 19e district congressionnel de New York | Élection de 2016 du 19e district congressionnel de New York |
| ----------------------------------------------------------- | ----------------------------------------------------------- | ----------------------------------------------------------- | ----------------------------------------------------------- | ----------------------------------------------------------- |
| Parti                                                       | Parti                                                       | Candidat                                                    | Votes                                                       | %                                                           |
|                                                             | Républicain                                                 | John Faso                                                   | 166 171                                                     | 54,1                                                        |
|                                                             | Démocrate                                                   | Zephyr Teachout                                             | 141 224                                                     | 45,9                                                        |
| Total des votes                                             | Total des votes                                             | Total des votes                                             | 307 395                                                     | 100 %                                                       |
|                                                             | Les Républicains conservent                                 |                                                             |                                                             |                                                             |

### 2018
| Élection de 2018 du 19e district congressionnel de New York | Élection de 2018 du 19e district congressionnel de New York | Élection de 2018 du 19e district congressionnel de New York | Élection de 2018 du 19e district congressionnel de New York | Élection de 2018 du 19e district congressionnel de New York |
| ----------------------------------------------------------- | ----------------------------------------------------------- | ----------------------------------------------------------- | ----------------------------------------------------------- | ----------------------------------------------------------- |
| Parti                                                       | Parti                                                       | Candidat                                                    | Votes                                                       | %                                                           |
|                                                             | Démocrate                                                   | Antonio Delgado                                             | 147 873                                                     | 51,4                                                        |
|                                                             | Républicain                                                 | John Faso (sortant)                                         | 132 873                                                     | 46,1                                                        |
| Total des votes                                             | Total des votes                                             | Total des votes                                             | 287 894                                                     | 100 %                                                       |
|                                                             | Les Démocrates prennent aux Républicains                    |                                                             |                                                             |                                                             |

### 2020
| Élection de 2020 du 19e district congressionnel de New York | Élection de 2020 du 19e district congressionnel de New York | Élection de 2020 du 19e district congressionnel de New York | Élection de 2020 du 19e district congressionnel de New York | Élection de 2020 du 19e district congressionnel de New York |
| ----------------------------------------------------------- | ----------------------------------------------------------- | ----------------------------------------------------------- | ----------------------------------------------------------- | ----------------------------------------------------------- |
| Parti                                                       | Parti                                                       | Candidat                                                    | Votes                                                       | %                                                           |
|                                                             | Démocrate                                                   | Antonio Delgado (sortant)                                   | 192 100                                                     | 54,8                                                        |
|                                                             | Républicain                                                 | Kyle Van De Water                                           | 151 475                                                     | 43,2                                                        |
|                                                             | Libertarien                                                 | Victoria Alexander                                          | 4224                                                        | 1,2                                                         |
|                                                             | Vert                                                        | Steve Greenfield                                            | 2 799                                                       | 0,8                                                         |
| Total des votes                                             | Total des votes                                             | Total des votes                                             | 350 598                                                     | 100 %                                                       |
|                                                             | Les Démocrates conservent                                   |                                                             |                                                             |                                                             |

### 2022 (Spéciale)
| Élection Spéciale de 2022 du 19e district congressionnel de New York | Élection Spéciale de 2022 du 19e district congressionnel de New York | Élection Spéciale de 2022 du 19e district congressionnel de New York | Élection Spéciale de 2022 du 19e district congressionnel de New York | Élection Spéciale de 2022 du 19e district congressionnel de New York |
| -------------------------------------------------------------------- | -------------------------------------------------------------------- | -------------------------------------------------------------------- | -------------------------------------------------------------------- | -------------------------------------------------------------------- |
| Parti                                                                | Parti                                                                | Candidat                                                             | Votes                                                                | %                                                                    |
|                                                                      | Démocrate                                                            | Pat Ryan                                                             | 65 943                                                               | 51,8                                                                 |
|                                                                      | Républicain                                                          | Marc Molinaro                                                        | 62 952                                                               | 48,1                                                                 |
|                                                                      | Libertarien                                                          | Victoria Alexander                                                   | 4 224                                                                | 1,2                                                                  |
|                                                                      | Write-In                                                             | Write-In                                                             | 96                                                                   | 0,07                                                                 |
| Total des votes                                                      | Total des votes                                                      | Total des votes                                                      | 128 991                                                              | 100 %                                                                |
|                                                                      | Les Démocrates conservent                                            |                                                                      |                                                                      |                                                                      |

### 2022 (Régulière)
La Primaire Républicaine a été annulée, Marc Molinaro avance vers l'Élection Générale.
| Primaire Démocrate de 2022 du 19e district congressionnel de New York | Primaire Démocrate de 2022 du 19e district congressionnel de New York | Primaire Démocrate de 2022 du 19e district congressionnel de New York | Primaire Démocrate de 2022 du 19e district congressionnel de New York | Primaire Démocrate de 2022 du 19e district congressionnel de New York |
| --------------------------------------------------------------------- | --------------------------------------------------------------------- | --------------------------------------------------------------------- | --------------------------------------------------------------------- | --------------------------------------------------------------------- |
| Parti                                                                 | Parti                                                                 | Candidat                                                              | Votes                                                                 | %                                                                     |
|                                                                       | Démocrate                                                             | Josh Riley                                                            | 31 193                                                                | 62,3                                                                  |
|                                                                       | Démocrate                                                             | Jamie Cheney                                                          | 18 225                                                                | 36,4                                                                  |

| Élection de 2022 du 19e district congressionnel de New York | Élection de 2022 du 19e district congressionnel de New York | Élection de 2022 du 19e district congressionnel de New York | Élection de 2022 du 19e district congressionnel de New York | Élection de 2022 du 19e district congressionnel de New York |
| ----------------------------------------------------------- | ----------------------------------------------------------- | ----------------------------------------------------------- | ----------------------------------------------------------- | ----------------------------------------------------------- |
| Parti                                                       | Parti                                                       | Candidat                                                    | Votes                                                       | %                                                           |
|                                                             | Républicain                                                 | Marc Molinaro                                               | 146 004                                                     | 50,8                                                        |
|                                                             | Démocrate                                                   | Josh Riley                                                  | 141 509                                                     | 49,2                                                        |
|                                                             | Write-In                                                    | Write-In                                                    | 105                                                         | 0,0                                                         |
| Total des votes                                             | Total des votes                                             | Total des votes                                             | 287 618                                                     | 100 %                                                       |
|                                                             | Les Républicains prennent aux Démocrates                    |                                                             |                                                             |                                                             |

### 2024
Les Primaires Républicaines et Démocrates ont été annulées. Marc Molinaro (R-Sortant) et Josh Riley (D) avancent vers l'Élection Générale.
| Élection de 2024 du 19e district congressionnel de New York | Élection de 2024 du 19e district congressionnel de New York | Élection de 2024 du 19e district congressionnel de New York | Élection de 2024 du 19e district congressionnel de New York | Élection de 2024 du 19e district congressionnel de New York |
| ----------------------------------------------------------- | ----------------------------------------------------------- | ----------------------------------------------------------- | ----------------------------------------------------------- | ----------------------------------------------------------- |
| Parti                                                       | Parti                                                       | Candidat                                                    | Votes                                                       | %                                                           |
|                                                             | Démocrate                                                   | Josh Riley                                                  | TBD                                                         | TBD                                                         |
|                                                             | Républicain                                                 | Marc Molinaro (sortant)                                     | TBD                                                         | TBD                                                         |
|                                                             | Write-In                                                    | Write-In                                                    | TBD                                                         | TBD                                                         |
| Total des votes                                             | Total des votes                                             | Total des votes                                             | TBD                                                         | 100 %                                                       |
|                                                             |                                                             |                                                             |                                                             |                                                             |